# Ежачка
Ежа́чка — река, протекающая в Сасовском и Пителинском районах Рязанской области. Впадает в левый приток Мокши — реку Наща, на которой размещено село Нащи. Относится к Окскому бассейновому округу.
Длина реки — 34 км. Площадь водосборного бассейна — 214 км². Высота истока — 125 м над уровнем моря. Высота устья — 87 м над уровнем моря. Уклон реки — 1,1 м/км.

## Название
На карте Елатомского уезда 1884 года и карте Менде Тамбовской губернии 1862 года основное течение реки называется Ежачка, а её правый приток называется Старка. На карте Менде Тамбовской губернии верхнее течение реки Ежачка называется Ржавец, и логичнее было бы называть так всю реку. Река называется Ржавец до места соединения с оврагом Ржавец.

## География
Река Ежачка расположена в пределах Окско-Цнинского вала на востоке Рязанской области. Её длина составляет 34 километра. Ежачка берёт своё начало выше деревни Елизаветовка Сасовского района и впадает в реку Наща ниже села Огарёво-Почково. Для бассейна Ежачки характерна резкая асимметричность: его левобережная часть обширнее правобережной части. Река имеет извилистое русло, меняющее своё направление 4 раза: с юга на север; с запада на восток; с севера на юг; с запада на восток.

## Гидрология
Питание Ежачки смешанное с преобладанием снегового. Замерзание начинается в ноябре. Ледостав происходит в конце ноября-начале декабря. Весеннее половодье начинается в конце марта-начале апреля. Межень наблюдается в конце июля-начале августа. По главной оси Окско-Цнинского вала на поверхность выходят каменноугольные породы — закарстованные известняки и доломиты. Карстовые процессы продолжаются и в настоящее время, формируя полости и провальные воронки. На протяжении реки есть участки с отсутствующим водотоком. Можно предположить, что эти участки Ежачки имеют подземное течение. Эта гипотеза требует научного обоснования.

## Притоки
Всего в Ежачку впадает 10 притоков, общая длина которых более 21 километра. Список притоков Ежачки включает в себя следующие водотоки:
Левые притоки:
- Ручей Мосток
- Ручей Пыжик
- Ручей Ближняя
- Ручей Дальняя (овраг Реушка)
- Ручей в овраге Коншин
- Ручей Ержача

Правые притоки:
- Ручей Старка
- Ручей в овраге Деменитаев
- Речка Паниковка
- Ручей в овраге Сабуров

Левые притоки Ежачки доминируют над правыми по количеству приносимой воды и по площади водосбора.

## Населённые пункты
- Елизаветовка
- Любовниково
- Свищёво
- Нестерово
- Большие Прудищи
- Безводные Прудищи
- Огарёво-Почково

## Исследование верховья реки Ежачка методом биоиндикации
Во время исследований реки Ежачка были намечены створы и взяты пробы воды для последующей биоиндикации, что позволило определить классы качества воды реки Ежачка: 3-4
(вода удовлетворительной чистоты — загрязнённая) и переходный — 4-5 (загрязнённая — грязная).
| № створа | Название створа                                                    | Класс качества воды |
| -------- | ------------------------------------------------------------------ | ------------------- |
| 1        | Напротив МКОУ «Любовниковская СШ»                                  | 3-4                 |
| 2        | Ниже по течению от плотины                                         | 4                   |
| 3        | Выше по течению от плотины                                         | 4                   |
| 4        | В 1 км Выше по течению от села Любовниково                         | 4-5                 |
| 5        | Северо-восточный район деревни Елизаветовка в низовье ручья Старка | 3-4                 |
| 6        | Выше по течению ручья Старка от створа № 5                         | 3-4                 |
| 7        | Низовье Ржавца в пределах моста                                    | 4                   |
| 8        | Выше по течению Ржавца от створа № 7                               | 3-4                 |

Основными причинами загрязнения реки являются:
- Интенсивный выпас скота по берегам реки.
- Эрозия почвы в связи с распашкой земель на правом берегу реки.
- Продукты деятельности существовавшей ранее молочно-товарной фермы в селе Любовниково на правом берегу реки (свалка органических отходов).

## Хозяйственное использование
- выпойка скота;
- полив огородов;
- ловля рыбы.

## Мосты
В деревне Елизаветовка
В селе Любовниково
Через ручей Пыжик на дороге в село Свищёво
В селе Свищёво в устье речки Дальняя
На трассе с сторону города Касимов близ села Нестерово
В селе Нестерово через ручей Ержача
В селе Огарёво-Почково
В месте соединения реки Ежачка с каналом им. Мишунина

## Данные водного реестра
По данным государственного водного реестра России относится к Окскому бассейновому округу, речной подбассейн реки — Мокша. Речной бассейн реки — Ока.
Код водного объекта в государственном водном реестре — 0901020041221000003008.